# UCI Europe Tour 2006
L'UCI Europe Tour 2006 fu la seconda edizione dell'UCI Europe Tour, uno dei cinque circuiti continentali di ciclismo dell'Unione Ciclistica Internazionale. Era composto da 189 corse che si tennero dal 16 ottobre 2005 al 12 ottobre 2006 in Europa.

## Calendario

### Ottobre 2005
| Data | Prova                      | Cat. | Vincitore        | Squadra                    |
| ---- | -------------------------- | ---- | ---------------- | -------------------------- |
| 16   | Chrono des Herbiers (2005) | 1.1  | Ondřej Sosenka   | Acqua & Sapone             |
| 16   | Escalada a Montjuïc        | 1.2  | Samuel Sánchez   | Euskaltel-Euskadi          |
| 22   | Firenze-Pistoia (2005)     | 1.1  | Serhij Matvjejev | Ceramiche Panaria-Navigare |

### Gennaio
| Data | Prova                                         | Cat. | Vincitore   | Squadra    |
| ---- | --------------------------------------------- | ---- | ----------- | ---------- |
| 31   | Grand Prix d'Ouverture La Marseillaise (2006) | 1.1  | Baden Cooke | Unibet.com |

### Febbraio
| Data  | Prova                                      | Cat. | Vincitore             | Squadra                        |
| ----- | ------------------------------------------ | ---- | --------------------- | ------------------------------ |
| 1-5   | Étoile de Bessèges (2006)                  | 2.1  | Frederik Willems      | Chocolade Jacques-Topsport Vl. |
| 4     | Gran Premio Costa degli Etruschi (2006)    | 1.1  | Alessandro Petacchi   | Team Milram                    |
| 5     | Challenge de Mallorca                      | 1.1  | Isaac Gálvez          | Caisse d'Epargne-Illes Balears |
| 6     | Trofeo Alcúdia                             | 1.1  | Isaac Gálvez          | Caisse d'Epargne-Illes Balears |
| 7     | Trofeo Pollença                            | 1.1  | David Bernabéu        | Comunidad Valenciana           |
| 8     | Challenge de Mallorca                      | 1.1  | Paolo Bettini         | Quick Step-Innergetic          |
| 8-12  | Tour Méditerranéen (2006)                  | 2.1  | Cyril Dessel          | AG2R Prévoyance                |
| 9     | Trofeo Calvia                              | 1.1  | David Kopp            | Team Gerolsteiner              |
| 9-12  | Grand Prix Internacional Costa Azul (2006) | 2.1  | Robbie McEwen         | Davitamon-Lotto                |
| 12-16 | Vuelta a Andalucía (2006)                  | 2.1  | Carlos García Quesada | Unibet.com                     |
| 14    | Trofeo Laigueglia (2006)                   | 1.1  | Alessandro Ballan     | Lampre-Fondital                |
| 15-19 | Volta ao Algarve (2006)                    | 2.1  | João Cabreira         | Maia-Milaneza                  |
| 18    | Tour du Haut-Var (2006)                    | 1.1  | Leonardo Bertagnolli  | Cofidis                        |
| 19    | Classic Haribo (2006)                      | 1.1  | Arnaud Coyot          | Cofidis                        |
| 21-25 | Volta a la Comunitat Valenciana (2006)     | 2.1  | Antonio Colom         | Caisse d'Epargne-Illes Balears |
| 25    | Beverbeek Classic (2006)                   | 1.2  | Evert Verbist         | Chocolade Jacques-Topsport Vl. |
| 25    | Gran Premio di Chiasso (2006)              | 1.1  | Remmert Wielinga      | Quick Step-Innergetic          |
| 25    | Omloop Het Volk (2006)                     | 1.HC | Philippe Gilbert      | Française des Jeux             |
| 26    | Clásica de Almería (2006)                  | 1.1  | Francisco Pérez       | Caisse d'Epargne-Illes Balears |
| 26    | Kuurne-Bruxelles-Kuurne (2006)             | 1.1  | Nick Nuyens           | Quick Step-Innergetic          |
| 26    | Gran Premio di Lugano (2006)               | 1.1  | Paolo Bettini         | Quick Step-Innergetic          |

### Marzo
| Data  | Prova                                              | Cat. | Vincitore           | Squadra                               |
| ----- | -------------------------------------------------- | ---- | ------------------- | ------------------------------------- |
| 1     | Le Samyn (2006)                                    | 1.1  | Renaud Dion         | AG2R Prévoyance                       |
| 1-5   | Vuelta a Murcia (2006)                             | 2.1  | Santos González     | 3 Molinos Resort                      |
| 3-5   | Tre Giorni delle Fiandre Occidentali (2006)        | 2.1  | Niko Eeckhout       | Chocolade Jacques-Topsport Vlaanderen |
| 4     | Milano-Torino (2006)                               | 1.HC | Igor Astarloa       | Barloworld                            |
| 4     | Vlaamse Pijl (2006)                                | 1.2  | Evert Verbist       | Chocolade Jacques-Topsport Vlaanderen |
| 5     | Grand Prix de Lillers (2006)                       | 1.2  | Markus Eichler      | Team Regiostrom-Senges                |
| 5     | Les Monts du Luberon-Trophée Luc Leblanc (2006)    | 1.2  | René Mandri         | Auber 93                              |
| 5     | Trofeo ZSŠDI (2006)                                | 1.2  | Marco Bandiera      | Zalf-Désirée-Fior                     |
| 6     | Giro della Provincia di Lucca (2006)               | 1.1  | Alessandro Petacchi | Team Milram                           |
| 9-12  | Volta ao Distrito de Santarém (2006)               | 2.1  | Lars Boom           | Rabobank Continental Team             |
| 12    | Parigi-Troyes (2006)                               | 1.2  | Jurij Trofimov      | Omnibike Dynamo Moscow                |
| 12    | Giro del Lago Maggiore (2006)                      | 1.2  | Giairo Ermeti       | Team LPR                              |
| 12    | Trofeo Franco Balestra (2006)                      | 1.2  | Aurélien Passeron   | Cargo Embassy-Pedale Larigiano        |
| 12    | Omloop van het Waasland (2006)                     | 1.2  | Niko Eeckhout       | Chocolade Jacques-Topsport Vlaanderen |
| 12    | Poreč Trophy (2006)                                | 1.2  | Simon Špilak        | Adria Mobil                           |
| 15    | Nokere Koerse (2006)                               | 1.1  | Bert Roesems        | Davitamon-Lotto                       |
| 16-19 | Istrian Spring Trophy (2006)                       | 2.2  | Borut Božič         | Perutnina Ptuj                        |
| 19    | Classic Loire-Atlantique (2006)                    | 1.2  | Sergej Kolesnikov   | Omnibike Dynamo Moscow                |
| 19    | Cholet-Pays de Loire (2006)                        | 1.1  | Chris Sutton        | Cofidis                               |
| 19    | Gran Premio San Giuseppe (2006)                    | 1.2  | Antonio Bucciero    | Pagnoncelli-NGC-Perrel                |
| 19    | La Roue Tourangelle (2006)                         | 1.2  | Sergej Kolesnikov   | Omnibike Dynamo Moscow                |
| 20-24 | Vuelta a Castilla y León (2006)                    | 2.1  | Aleksandr Vinokurov | Liberty Seguros-Würth Team            |
| 20-26 | Tour de Normandie (2006)                           | 2.2  | Kai Reus            | Rabobank Continental Team             |
| 21-25 | Settimana Internazionale di Coppi e Bartali (2006) | 2.1  | Damiano Cunego      | Lampre-Fondital                       |
| 22    | Dwars door Vlaanderen (2006)                       | 1.1  | Frederik Veuchelen  | Chocolade Jacques-Topsport Vlaanderen |
| 22    | Grand Prix de Waregem                              | 1.2U | Jelle Vanendert     | Bodysol-Win for Life-Jong Vlaanderen  |
| 23-26 | The Paths of King Nikola (2006)                    | 2.2  | Radoslav Rogina     | Perutnina Ptuj                        |
| 25    | E3 Prijs Vlaanderen (2006)                         | 1.1  | Tom Boonen          | Quick Step-Innergetic                 |
| 25-26 | Critérium International (2006)                     | 2.HC | Ivan Basso          | Team CSC                              |
| 26    | Freccia del Brabante (2006)                        | 1.1  | Óscar Freire        | Rabobank                              |
| 26    | Giro del Mendrisiotto (2006)                       | 1.2  | Daniele De Paoli    | Team LPR                              |
| 28-30 | Tre Giorni di La Panne (2006)                      | 2.HC | Leif Hoste          | Discovery Channel                     |
| 28-2  | Cinturón Ciclista Internacional a Mallorca (2006)  | 2.2  | Pavel Brutt         | Tinkoff Restaurants                   |
| 31    | Route Adélie de Vitré (2006)                       | 1.1  | Samuel Dumoulin     | AG2R Prévoyance                       |
| 31-2  | Triptyque des Monts et Châteaux (2006)             | 2.2  | Lars Boom           | Rabobank Continental Team             |

### Aprile
| Data  | Prova                                      | Cat. | Vincitore             | Squadra                    |
| ----- | ------------------------------------------ | ---- | --------------------- | -------------------------- |
| 1     | Hel van het Mergelland (2006)              | 1.1  | Mychajlo Chalilov     | Team LPR                   |
| 1     | Gran Premio Miguel Indurain (2006)         | 1.1  | Fabian Wegmann        | Gerolsteiner               |
| 1     | Boucle de l'Artois                         | 1.2  | Aleksandr Chatuncev   | Omnibike Dynamo Moscow     |
| 2     | Trofeo Banca Popolare di Vicenza           | 1.2U | Ermanno Capelli       | Unidelta-GLS               |
| 2     | Grand Prix de la Ville de Rennes (2006)    | 1.1  | Paride Grillo         | Ceramiche Panaria-Navigare |
| 4-7   | Circuit de la Sarthe                       | 2.1  | Stefan Schumacher     | Gerolsteiner               |
| 5-9   | Settimana Ciclistica Lombarda              | 2.2  | Robert Gesink         | Rabobank Continental Team  |
| 5-9   | Tour of Hellas                             | 2.2  | Pavel Brutt           | Tinkoff Restaurants        |
| 6     | Grand Prix Pino Cerami (2006)              | 1.1  | Sebastian Langeveld   | Skil-Shimano               |
| 7-9   | Circuit des Ardennes                       | 2.2  | Sergej Kolesnikov     | Omnibike Dynamo Moscow     |
| 8     | Ronde van Drenthe (2006)                   | 1.1  | Markus Eichler        | Team Regiostrom-Senges     |
| 9     | Klasika Primavera (2006)                   | 1.1  | Carlos Sastre         | Team CSC                   |
| 12    | La Côte Picarde                            | 1.2U | Guillaume Levarlet    | CC Nogent-sur-Oise         |
| 12    | Scheldeprijs Vlaanderen (2006)             | 1.HC | Tom Boonen            | Quick Step-Innergetic      |
| 12-16 | Tour du Loir-et-Cher                       | 2.2  | Jacob Moe Rasmussen   | Team GLS                   |
| 13    | Grand Prix de Denain (2006)                | 1.1  | Jimmy Casper          | Cofidis                    |
| 13-16 | Rhône-Alpes Isère Tour                     | 2.2  | Tomislav Dančulović   | Perutnina Ptuj             |
| 15    | Tour du Finistère (2006)                   | 1.1  | Sergej Kolesnikov     | Omnibike Dynamo Moscow     |
| 15    | Salzkammergut-Giro                         | 1.2  | Markus Eibegger       |                            |
| 16    | Giro d'Oro (2006)                          | 1.1  | Damiano Cunego        | Lampre-Fondital            |
| 16    | Rund um Düren                              | 1.2  | Elnathan Heizmann     | Team Regiostrom-Senges     |
| 16    | Tro-Bro Léon (2006)                        | 1.1  | Mark Renshaw          | Crédit Agricole            |
| 16    | Grand Prix de la ville de Nogent-sur-Oise  | 1.2  | Jos Pronk             | ProComm-Van Hemert         |
| 17    | Giro del Belvedere                         | 1.2  | Fabrizio Galeazzi     | Zalf-Désirée-Fior          |
| 17    | Rund um Köln (2006)                        | 1.1  | Christian Knees       | Team Milram                |
| 18    | Paris-Camembert (2006)                     | 1.1  | Anthony Geslin        | Bouygues Télécom           |
| 18    | Gran Premio Palio del Recioto              | 1.2  | Ermanno Capelli       | Unidelta-GLS               |
| 18-21 | Giro del Trentino (2006)                   | 2.1  | Damiano Cunego        | Lampre-Fondital            |
| 19-23 | Giro della Bassa Sassonia (2006)           | 2.1  | Alessandro Petacchi   | Team Milram                |
| 21-23 | Vuelta a La Rioja                          | 2.1  | Ricardo Serrano       | Kaiku                      |
| 22    | Grand Prix de Villers-Cotterêts (2006)     | 1.1  | Emilien-Benoit Berges | Auber 93                   |
| 22-26 | Grand Prix of Sochi                        | 2.2  | Sergej Kolesnikov     | Omnibike Dynamo Moscow     |
| 23    | Giro dell'Appennino (2006)                 | 1.1  | Rinaldo Nocentini     | Acqua & Sapone             |
| 23    | Parigi-Mantes-en-Yvelines                  | 1.2  | Aleksandr Serov       | Tinkoff Restaurants        |
| 23    | Ronde van Noord-Holland                    | 1.2  | Kai Reus              | Rabobank                   |
| 23    | Giro delle Fiandre Under-23                | 1.2U | Kevyn Ista            | V.C. Roubaix               |
| 25    | Gran Premio della Liberazione              | 1.2  | Matthew Goss          | Southaustralia.com-AIS     |
| 25-1  | Tour de Bretagne                           | 2.2  | Dries Devenyns        | Davitamon-Lotto            |
| 26-30 | Rheinland-Pfalz-Rundfahrt                  | 2.1  | René Haselbacher      | Gerolsteiner               |
| 26-1  | Giro delle Regioni                         | 2.2U | Dmytro Hrabovs'kyj    | Ucraina                    |
| 28-30 | Szlakiem Grodów Piastowskich               | 2.1  | Tomasz Kiendyś        | Knauf Team                 |
| 29    | Grand Prix Herning (2006)                  | 1.1  | Allan Johansen        | Team CSC                   |
| 29    | Gran Premio Industria e Artigianato (2006) | 1.1  | Damiano Cunego        | Lampre-Fondital            |
| 30    | Colliers Classic (2006)                    | 1.1  | Erwin Thijs           | Unibet.com                 |
| 30    | Giro di Toscana (2006)                     | 1.1  | Przemysław Niemiec    | Miche                      |
| 30    | Trophée des Grimpeurs (2006)               | 1.1  | Didier Rous           | Bouygues Télécom           |
| 30-7  | Presidential Cycling Tour of Turkey        | 2.2  | Ghader Mizbani        | Giant Asia Racing Team     |

### Maggio
| Data  | Prova                                         | Cat. | Vincitore             | Squadra                               |
| ----- | --------------------------------------------- | ---- | --------------------- | ------------------------------------- |
| 1     | Rund um den Henninger-Turm (2006)             | 1.HC | Stefano Garzelli      | Liquigas                              |
| 1     | Grote 1 Mei-Prijs - Ereprijs Victor De Bruyne | 1.2  | Jean-Philippe Dony    | Pôle Continental Wallon               |
| 1     | Liegi-Bastogne-Liegi Under-23                 | 1.2U | Kai Reus              | Rabobank Continental Team             |
| 1     | Memoriał Andrzeja Trochanowskiego             | 1.2  | Piotr Chmielewski     | CCC Polsat                            |
| 2     | Coppa Città di Asti                           | 1.2  | Oscar Gatto           | Zalf-Désirée-Fior                     |
| 2     | Grand Prix of Moscow                          | 1.2  | Aleksandr Chatuncev   | Omnibike Dynamo Moscow                |
| 3     | Mayor Cup                                     | 1.2  | Normunds Lasis        | Rietumu Bank-Riga                     |
| 3-6   | Giro della Regione Friuli Venezia Giulia      | 2.2  | Boris Špilevskij      | Sammarinese Gruppo Lupi               |
| 3-7   | Vuelta Ciclista Internacional a Extremadura   | 2.2  | Pedro Romero Ocampo   | Spiuk-Extremadura                     |
| 3-7   | Quatre Jours de Dunkerque (2006)              | 1.HC | Roberto Petito        | Tenax-Salmilano                       |
| 5-9   | Five Rings of Moscow                          | 2.2  | Aleksandr Chatuncev   | Omnibike Dynamo Moscow                |
| 6     | Ronde van Overijssel                          | 1.2  | Peter Möhlmann        | Fondas-P3 Transfer                    |
| 6-7   | Clásica de Alcobendas                         | 2.1  | Jan Hruška            | 3 Molinos Resort                      |
| 7     | Omloop der Kempen                             | 1.2  | Evgenij Popov         | Rabobank Continental Team             |
| 7     | Gran Premio Industrie del Marmo               | 1.2  | Devid Garbelli        | San Marco-Caneva                      |
| 7     | Circuito del Porto-Trofeo Arvedi              | 1.2  | Manolo Zanella        | Zalf-Désirée-Fior                     |
| 9-14  | Internationale Thüringen Rundfahrt            | 2.2U | Tony Martin           | Thüringer Energie Team                |
| 11    | Memorial Oleg Dyachenko                       | 1.2  | Aljaksandr Kučynski   | Ceramica Flaminia                     |
| 11-15 | Vuelta a la Comunidad de Madrid               | 2.2  | Sergi Escobar         | Grupo Nicolas Mateos                  |
| 12-14 | Tour de Picardie                              | 2.1  | Jimmy Casper          | Cofidis                               |
| 13-20 | Course de la Paix                             | 2.HC | Giampaolo Cheula      | Barloworld                            |
| 13-21 | Olympia's Tour                                | 22.2 | Tom Veelers           | Rabobank Continental Team             |
| 18-21 | Circuit de Lorraine                           | 2.1  | Mauricio Soler        | Acqua & Sapone                        |
| 18-21 | Ronde de l'Isard d'Ariège                     | 2.2U | Ignatas Konovalovas   | Vélo Club La Pomme Marseille          |
| 19-20 | Giro della Provincia di Cosenza (2006)        | 2.2  | Volodymyr Zahorodnij  | Pagnoncelli-NGC-Perrel                |
| 21    | Grand Prix Möbel Alvisse                      | 1.2  | Gabriel Rasch         | Team Maxbo-Bianchi                    |
| 21    | Neuseen Classics                              | 1.2  | Danilo Hondo          | Team Lamonta                          |
| 21    | Clásica Memorial Txuma                        | 1.2U | Michail Ignat'ev      | Tinkoff Restaurants                   |
| 21-28 | FBD Insurance Rás                             | 2.2  | Kristian House        | Recycling.co.uk                       |
| 23-28 | Vuelta a Navarra                              | 2.2  | Jesús Tendero         | Viña Magna-Cropu                      |
| 24-28 | Giro del Belgio (2006)                        | 2.1  | Maarten Tjallingii    | Skil-Shimano                          |
| 24-28 | Bayern Rundfahrt                              | 2.HC | José Alberto Martínez | Agritubel                             |
| 24-28 | Volta ao Alentejo                             | 2.1  | Sergio Ribeiro        | Barbot-Halcon                         |
| 25-28 | Flèche du Sud                                 | 2.2  | Geraint Thomas        | Gran Bretagna                         |
| 25-28 | Tour de Gironde                               | 2.2  | Jérôme Bonnace        | U.C. Châteauroux-Laboratoires Fenioux |
| 25    | Tour de Vendée (2006)                         | 1.1  | Mikel Gaztañaga       | Atom                                  |
| 26    | Tallinn-Tartu Grand Prix (2006)               | 1.1  | Janek Tombak          | Kalev Chocolate Team                  |
| 26    | Grand Prix Hydraulika Mikolasek               | 1.2  | Jure Golčer           | Perutnina Ptuj                        |
| 27    | SEB Tartu Grand Prix (2006)                   | 1.1  | Wojciech Pawlak       | Knauf Team                            |
| 27    | Grand Prix de Plumelec-Morbihan (2006)        | 1.1  | Cédric Hervé          | Groupe Sportif Bretagne-Jean Floc'h   |
| 27    | Grand Prix Kooperativa                        | 1.2  | Peter Velits          | Konica Minolta-Bizhub                 |
| 28    | Boucles de l'Aulne (2006)                     | 1.1  | Johan Coenen          | Unibet.com                            |
| 28    | Gran Premio de Llodio (2006)                  | 1.1  | Jaume Rovira          | Andalucía-Paul Versan                 |
| 28    | Grand Prix Velka cena Palma                   | 1.2  | Boštjan Mervar        | Perutnina Ptuj                        |
| 28    | Paris-Roubaix Espoirs                         | 1.2U | Tom Veelers           | Rabobank Continental Team             |
| 31-4  | Tour de Luxembourg                            | 2.HC | Christian Vande Velde | Team CSC                              |
| 31-4  | Euskal Bizikleta (2006)                       | 2.HC | Koldo Gil             | Saunier Duval-Prodir                  |

### Giugno
| Data  | Prova                                                | Cat. | Vincitore           | Squadra                              |
| ----- | ---------------------------------------------------- | ---- | ------------------- | ------------------------------------ |
| 2     | Trofeo Alcide De Gasperi                             | 1.2  | Matthew Lloyd       | Southaustralia.com-AIS               |
| 2-5   | Tour de Berlin                                       | 2.2U | Alex Rasmussen      | Danimarca                            |
| 3     | Grand-Prix Triberg-Schwarzwald (2006)                | 1.1  | Jure Golčer         | Perutnina Ptuj                       |
| 3     | Memorial Marco Pantani (2006)                        | 1.2  | Daniele Bennati     | Lampre-Fondital                      |
| 3     | Grand Prix Kranj                                     | 1.2  | Boštjan Mervar      | Perutnina Ptuj                       |
| 4     | Gran Premio del Canton Argovia (2006)                | 1.HC | Beat Zberg          | Gerolsteiner                         |
| 4     | Memorial Philippe Van Coningsloo                     | 1.2  | Kevin Maene         | Landbouwkrediet-Colnago              |
| 4     | Riga Grand Prix                                      | 1.2  | Sergej Kolesnikov   | Omnibike Dynamo Moscow               |
| 4     | Coppa della Pace                                     | 1.2  | Aleksandr Filippov  | Amore & Vita-McDonald's              |
| 5-10  | Volta Ciclista Internacional a Lleida                | 2.2  | Michail Ignat'ev    | Tinkoff Restaurants                  |
| 6-11  | Bałtyk-Karkonosze Tour                               | 2.2  | Bartłomiej Matysiak | Legia Bazyliszek-Sopro               |
| 7     | Veenendaal-Veenendaal (2006)                         | 1.HC | Tom Boonen          | Quick Step-Innergetic                |
| 7-11  | Ringerike Grand Prix                                 | 2.2  | Gabriel Rasch       | Team Maxbo Bianchi Cycling           |
| 8-11  | Giro di Slovenia                                     | 2.1  | Tomaž Nose          | Adria Mobil                          |
| 8-11  | Grande Prémio Internacional CTT Correios de Portugal | 2.1  | Jordi Grau          | L.A. Aluminios-Liberty Seguros       |
| 9-18  | Giro Ciclistico d'Italia                             | 2.2  | Dario Cataldo       | A.C. Monsummanese                    |
| 10-11 | OZ Wielerweekend                                     | 2.2  | Niki Terpstra       | Ubbink-Syntec                        |
| 11    | Flèche Hesbignonne-Cras Avernas                      | 1.2  | Erwin Thijs         | Unibet.com                           |
| 13-18 | Tour de Serbie                                       | 2.2  | Ivajlo Gabrovski    | Flanders                             |
| 14    | Subida al Naranco (2006)                             | 1.1  | Fortunato Baliani   | Ceramiche Panaria-Navigare           |
| 14-17 | Ster Elektrotoer                                     | 2.1  | Kurt Asle Arvesen   | Team CSC                             |
| 14-20 | Circuito Montañés                                    | 2.2  | Robert Gesink       | Rabobank Continental Team            |
| 15-18 | Route du Sud                                         | 2.1  | Thomas Voeckler     | Bouygues Télécom                     |
| 15-18 | Boucles de la Mayenne                                | 2.2  | Koji Fukushima      | Cycle Racing Team Vang               |
| 15-18 | Mainfranken-Tour                                     | 2.2  | Sebastian Schwager  | Thüringer Energie Team               |
| 16-20 | Vuelta Ciclista Asturias                             | 2.1  | Óscar Sevilla       | T-Mobile Team                        |
| 21    | Halle-Ingooigem                                      | 1.1  | Baden Cooke         | Unibet.com                           |
| 21    | Noord Nederland Tour (2006)                          | 1.1  | Aart Vierhouten     | Skil-Shimano                         |
| 25    | Giro delle Valli Aretine                             | 1.2  | Federico Canuti     | Futura Team Matricardi               |
| 27    | Trofeo Città di Brescia                              | 1.2  | Roberto Ferrari     | U.C. Trevigiani Dynamon              |
| 28    | Internationale Wielertrofee Jong Maar Moedig         | 1.2  | Greg Van Avermaet   | Bodysol-Win for Life-Jong Vlaanderen |
| 28-1  | Grand Prix cycliste de Gemenc                        | 2.2  | Martin Prazdnovsky  | Team Sparebanken Vest                |
| 28-2  | Międzynarodowy Wyścig Solidarności i Olimpijczyków   | 2.1  | Robert Radosz       | DHL-Author                           |

### Luglio
| Data  | Prova                                             | Cat. | Vincitore                    | Squadra                     |
| ----- | ------------------------------------------------- | ---- | ---------------------------- | --------------------------- |
| 1     | Tour du Jura                                      | 1.2  | Andreas Schillinger          | Milram Continental          |
| 2     | Tour du Doubs (2006)                              | 1.1  | Yoann Le Boulanger           | Bouygues Télécom            |
| 2     | Rund um den Elm                                   | 1.2  | Markus Eichler               | Team Regiostrom-Senges      |
| 2     | De Drie Zustersteden                              | 1.2  | Gerrit Soepenberg            | Fondas-P3 Transfer          |
| 3-9   | Österreich-Rundfahrt                              | 2.HC | Tom Danielson                | Discovery Channel           |
| 5-9   | Troféu Joaquim Agostinho                          | 2.1  | Danail Petrov                | Maia-Milaneza               |
| 8     | Giro della Valsesia 1                             | 1.2  | Francesco Tizza              | Pagnoncelli-NGC-Perrel      |
| 9     | Giro della Valsesia 2                             | 1.2  | Piotr Zieliński              | Bretagne-Jean Floc'h        |
| 9     | Grand Prix de Dourges-Hénin-Beaumont              | 1.2  | Markus Eichler               | Team Regiostrom-Senges      |
| 14    | Campionati europei - Cronometro Under-23          | CC   | Dmytro Hrabovs'kyj           | Ucraina                     |
| 15    | Cronoscalata Gardone Val Trompia-Prati di Caregno | 1.2  | Simone Stortoni              | Lucchini-Delio Gallina      |
| 15-24 | Way to Pekin                                      | 2.2  | Aleksandr Erofeev            |                             |
| 16    | Campionati europei - In linea Under-23            | CC   | Benoît Sinner                | Francia                     |
| 16    | Coppa Colli Briantei Internazionale               | 1.2  | Marco Cattaneo               | Pagnoncelli-NGC-Perrel      |
| 16    | Pomorski Klasyk                                   | 1.2  | Krzysztof Jeżowski           | Knauf Team                  |
| 16    | Giro del Casentino                                | 1.2  | Sacha Modolo                 | Zalf-Désirée-Fior           |
| 19-23 | Sachsen-Tour International                        | 2.1  | Vladimir Gusev               | Discovery Channel           |
| 20-23 | Brixia Tour (2006)                                | 2.1  | Davide Rebellin              | Gerolsteiner                |
| 22    | Grand Prix Bradlo                                 | 1.2  | Adam Hansen                  | Aposport Krone Linz         |
| 22    | Grand Prix Cristal Energie                        | 1.2  | Carlos Torrent               | Viña Magna-Cropu            |
| 23    | Grand Prix de la ville de Pérenchies              | 1.2  | Tony Cavet                   | Vélo Club d'Évreux          |
| 23    | Grand Prix Demy-Cars                              | 1.2  | Fredrik Johansson            | Differdange-Apiflo Vacances |
| 23    | Gran Premio Inda                                  | 1.2  | Wojciech Dybel               | MGK Vis Norda               |
| 24-28 | Tour de la Région Wallonne                        | 2.HC | Fabrizio Guidi               | Phonak                      |
| 25    | Prueba Villafranca de Ordizia (2006)              | 1.1  | Félix Cárdenas               | Barloworld                  |
| 25-29 | Dookoła Mazowsza                                  | 2.2  | Tomasz Kiendyś               | Knauf Team                  |
| 27    | Internatie Reningelst                             | 1.2  | Robby Meul                   | Jartazi-7Mobile             |
| 29    | LuK Challenge                                     | 1.1  | Markus Fothen/Sebastian Lang | Gerolsteiner                |
| 30    | La Poly Normande (2006)                           | 1.1  | Anthony Charteau             | Crédit Agricole             |
| 30    | Scandinavian Open Road Race                       | 1.2  | Edvald Boasson Hagen         | Team Maxbo Bianchi Cycling  |
| 31    | Circuito de Getxo (2006)                          | 1.1  | Mikel Gaztañaga              | Atom                        |
| 31-4  | Tour des Pyrénées                                 | 2.2  | Enrique Salgueiro            | Spiuk-Extremadura           |

### Agosto
| Data  | Prova                                      | Cat. | Vincitore             | Squadra                               |
| ----- | ------------------------------------------ | ---- | --------------------- | ------------------------------------- |
| 2-3   | Paris-Corrèze                              | 2.1  | Didier Rous           | Bouygues Télécom                      |
| 2-6   | Vuelta Ciclista a León                     | 2.2  | José Antonio Carrasco | Alfus Tedes-Garbialdi                 |
| 2-6   | Post Danmark Rundt                         | 2.HC | Fabian Cancellara     | Team CSC                              |
| 3     | Gran Premio Città di Camaiore (2006)       | 1.1  | Luca Paolini          | Liquigas                              |
| 4-13  | Tour de la Guadeloupe                      | 2.2  | Martin Prázdnovský    | Team Sparebanken Vest                 |
| 5     | Giro del Lazio (2006)                      | 1.HC | Giuliano Figueras     | Lampre-Fondital                       |
| 5     | Gran Premio Folignano                      | 1.2  | Rocco Capasso         | Centri della Calzatura                |
| 5-15  | Volta a Portugal                           | 2.HC | David Blanco          | Comunidad Valenciana                  |
| 6     | Trofeo Matteotti (2006)                    | 1.1  | Ruslan Pidhornyj      | Tenax-Salmilano                       |
| 6-9   | Tour de l'Ain                              | 2.1  | Cyril Dessel          | AG2R Prévoyance                       |
| 6-10  | Vuelta a Burgos                            | 2.HC | Iban Mayo             | Euskaltel-Euskadi                     |
| 8     | Gran Premio Fred Mengoni (2006)            | 1.1  | Andrea Tonti          | Acqua & Sapone                        |
| 9     | Trofeo Città di Castelfidardo (2006)       | 1.1  | Paolo Bossoni         | Tenax-Salmilano                       |
| 12    | Rund um die Hainleite                      | 1.1  | Jens Voigt            | Team CSC                              |
| 12    | Gran Premio Città di Felino                | 1.2  | Roberto Ferrari       | Tenax-Salmilano                       |
| 12    | Puchar Uzdrowisk Karpackich                | 1.2  | Roman Broniš          | Dukla Trenčín                         |
| 13    | Sparkassen Giro Bochum (2006)              | 1.1  | Jens Voigt            | Team CSC                              |
| 13    | Memoriał Henryka Łasaka (2006)             | 1.1  | Petr Benčík           | PSK Whirlpool Hradec Králové          |
| 13    | Subida a Urkiola (2006)                    | 1.1  | Iban Mayo             | Euskaltel-Euskadi                     |
| 13    | Trofeo Internazionale Bastianelli          | 1.2  | Rocco Capasso         | Centri della Calzatura                |
| 15    | Tre Valli Varesine (2006)                  | 1.HC | Stefano Garzelli      | Liquigas                              |
| 15    | Puchar Ministra Obrony Narodowej           | 1.2  | Marcin Gębka          | DHL-Author                            |
| 15-18 | Tour du Limousin                           | 2.1  | Leonardo Duque        | Cofidis                               |
| 16    | Coppa Agostoni (2006)                      | 1.1  | Alessandro Bertolini  | Selle Italia-Serramenti Diquigiovanni |
| 16    | Gran Premio Capodarco (2006)               | 1.2  | Marco Bandiera        | Zalf-Désirée-Fior                     |
| 16-20 | Regio-Tour                                 | 2.1  | Andreas Klöden        | T-Mobile Team                         |
| 17    | Gara Ciclistica Milionaria                 | 1.2  | Julien Antomarchi     | Vélo Club La Pomme Marseille          |
| 17    | Coppa Bernocchi (2006)                     | 1.1  | Danilo Napolitano     | Lampre-Fondital                       |
| 18    | Gran Premio Área Metropolitana de Vigo     | 1.2  | Jacek Morajko         | Carvalhelhos-Boavista                 |
| 19    | Gran Premio Ciudad de Vigo                 | 1.2  | César Quiterio        | Imoholding-Loulé Jardim               |
| 20    | Clásica a los Puertos de Guadarrama (2006) | 1.1  | Rubén Plaza           | Comunidad Valenciana                  |
| 20    | Châteauroux Classic de l'Indre (2006)      | 1.1  | Nicolas Vogondy       | Crédit Agricole                       |
| 22    | Grote Prijs Stad Zottegem (2006)           | 1.1  | René Obst             | Milram Continental                    |
| 22-25 | Tour du Poitou-Charentes                   | 2.1  | Sylvain Chavanel      | Cofidis                               |
| 23    | Druivenkoers (2006)                        | 1.1  | Russell Downing       | DFL-Cyclingnews-Litespeed             |
| 23    | Gran Premio Nobili Rubinetterie (2006)     | 1.1  | Paolo Longo Borghini  | Ceramica Flaminia                     |
| 23-27 | Grand Prix Tell                            | 2.2U | Markus Eibegger       | Austria                               |
| 24    | Gran Premio Carnaghese (2006)              | 1.1  | Félix Cárdenas        | Barloworld                            |
| 26    | Giro del Veneto (2006)                     | 1.HC | Rinaldo Nocentini     | Acqua & Sapone                        |
| 26    | Szlakiem Walk Majora Hubala                | 1.2  | Aliaksandr Lisovski   |                                       |
| 27    | Vlaamse Havenpijl                          | 1.2  | Vytautas Kaupas       | Jartazi-7Mobile                       |
| 27    | Rund um den Sachsenring                    | 1.2  | Artur Gajek           | Wiesenhof-Akud                        |
| 28    | Grand Prix de Beuvry la Forêt              | 1.2  | Jean Zen              | V.C. Roubaix                          |
| 28    | Schaal Sels (2006)                         | 1.1  | Preben Van Hecke      | Davitamon-Lotto                       |
| 29-3  | Giro della Valle d'Aosta                   | 2.2  | Alessandro Bisolti    | Team Palazzago                        |
| 29-3  | Tour of Britain                            | 2.1  | Martin Pedersen       | Team CSC                              |
| 30-3  | Okolo Slovenska                            | 2.2  | Radosław Romanik      | DHL-Author                            |
| 31    | Trofeo Melinda (2006)                      | 1.1  | Stefano Garzelli      | Liquigas                              |
| 31-9  | Tour de l'Avenir                           | 2.1  | Moisés Dueñas         | Nazionale spagnola                    |

### Settembre
| Data  | Prova                                             | Cat. | Vincitore                   | Squadra                                     |
| ----- | ------------------------------------------------- | ---- | --------------------------- | ------------------------------------------- |
| 1-3   | Roserittet                                        | 2.2  | Jos van Emden               | Rabobank Continental Team                   |
| 2     | Coppa Placci (2006)                               | 1.HC | Rinaldo Nocentini           | Acqua & Sapone                              |
| 2     | Tour de Rijke (2006)                              | 1.1  | Graeme Brown                | Rabobank                                    |
| 3     | Grote Prijs Jef Scherens (2006)                   | 1.1  | Marcel Sieberg              | Wiesenhof-Akud                              |
| 3     | Giro di Romagna (2006)                            | 1.1  | Santo Anzà                  | Selle Italia-Serramenti Diquigiovanni       |
| 3     | Duo Normand                                       | 1.2  | Ondřej Sosenka Radek Blahut | Acqua & Sapone PSK Whirlpool-Hradec Králové |
| 6     | Memorial Rik Van Steenbergen (2006)               | 1.1  | Niko Eeckhout               | Chocolade Jacques-Topsport Vlaanderen       |
| 7-10  | Giro della Toscana Under-23                       | 2.2  | Francesco Gavazzi           | Lampre-Fondital                             |
| 8-16  | Tour de Bulgarie                                  | 2.2  | Ivajlo Gabrovski            | Flanders                                    |
| 9     | Parigi-Bruxelles (2006)                           | 1.HC | Robbie McEwen               | Davitamon-Lotto                             |
| 9-10  | Triptyque des Barrages                            | 2.2U | Jos van Emden               | Rabobank Continental Team                   |
| 10    | Rund um die Nürnberger Altstadt (2006)            | 1.1  | Gerald Ciolek               | Wiesenhof-Akud                              |
| 10    | Chrono Champenois                                 | 1.2  | Matti Helminen              | Driving Force Logistics                     |
| 10    | Grand Prix de Fourmies (2006)                     | 1.HC | Philippe Gilbert            | Française des Jeux                          |
| 13    | Grand Prix de Wallonie (2006)                     | 1.1  | Philippe Gilbert            | Française des Jeux                          |
| 13-17 | 3-Länder-Tour                                     | 2.1  | Sebastian Lang              | Gerolsteiner                                |
| 14    | Tour de Vojvodina                                 | 1.2  | Jure Kocjan                 | Radenska Powerbar                           |
| 15    | Kampioenschap van Vlaanderen (2006)               | 1.1  | Niko Eeckhout               | Chocolade Jacques-Topsport Vlaanderen       |
| 15-16 | Tour de la Somme                                  | 2.2  | Romain Feillu               | CC Nogent-sur-Oise                          |
| 16    | Gran Premio Città di Misano Adriatico (2006)      | 1.1  | Daniele Bennati             | Lampre-Fondital                             |
| 16    | Giro del Canavese                                 | 1.2U | Francesco Gavazzi           | Lampre-Fondital                             |
| 17    | Gran Premio Industria e Commercio di Prato (2006) | 1.1  | Daniele Bennati             | Lampre-Fondital                             |
| 17    | Grand Prix d'Isbergues (2006)                     | 1.1  | Cédric Vasseur              | Quick Step-Innergetic                       |
| 17    | Trofeo Gianfranco Bianchin                        | 1.2  | Matic Strgar                | Radenska Powerbar                           |
| 20    | Omloop van het Houtland (2006)                    | 1.1  | Artur Gajek                 | Wiesenhof-Akud                              |
| 23    | Delta Profronde (2006)                            | 1.1  | Steven de Jongh             | Quick Step-Innergetic                       |
| 26    | Omloop van de Vlaamse Scheldeboorden (2006)       | 1.1  | Danilo Hondo                | Team Lamonta                                |
| 26    | Ruota d'Oro                                       | 1.2  | Sergej Kolesnikov           | Omnibike Dynamo Moscow                      |
| 28-1  | Circuit Franco-Belge                              | 2.1  | Kevin van Impe              | Quick Step-Innergetic                       |
| 30    | Memorial Cimurri (2006)                           | 1.1  | Enrico Gasparotto           | Liquigas                                    |

### Ottobre
| Data | Prova                             | Cat. | Vincitore          | Squadra                   |
| ---- | --------------------------------- | ---- | ------------------ | ------------------------- |
| 3    | Münsterland Giro (2006)           | 1.2  | Paul Martens       | Skil-Shimano              |
| 5    | Coppa Sabatini (2006)             | 1.1  | Giovanni Visconti  | Team Milram               |
| 5    | Paris-Bourges (2006)              | 1.1  | Thomas Voeckler    | Bouygues Télécom          |
| 7    | Giro dell'Emilia (2006)           | 1.HC | Davide Rebellin    | Gerolsteiner              |
| 8    | Gran Premio Bruno Beghelli (2006) | 1.1  | Sergio Marinangeli | Naturino-Sapore di Mare   |
| 8    | Paris-Tours Espoirs (2006)        | 1.2U | Huub Duyn          | Rabobank Continental Team |
| 12   | Giro del Piemonte (2006)          | 1.HC | Daniele Bennati    | Lampre-Fondital           |

## Classifiche
Aggiornate al 14 ottobre 2006.
| Pos. | Corridore           | Squadra      | Punti |
| ---- | ------------------- | ------------ | ----- |
| 1    | Niko Eeckhout       | Ch. Jacques  | 709   |
| 2    | Danilo Hondo        | Lamonta      | 688   |
| 3    | Rinaldo Nocentini   | Acqua & Sap. | 582   |
| 4    | Sergej Kolesnikov   | Omnibike     | 514   |
| 5    | Luca Mazzanti       | Cer. Panaria | 491   |
| 6    | Baden Cooke         | Unibet.com   | 454   |
| 7    | Aleksandr Chatuncev | Omnibike     | 451   |
| 8    | Andrea Tonti        | Acqua & Sap. | 441   |
| 9    | Ricardo Serrano     | Kaiku        | 379   |
| 10   | Ruslan Pidhornyj    | Tenax        | 358   |

| Pos. | Squadra                        | Punti |
| ---- | ------------------------------ | ----- |
| 1    | Acqua & Sapone                 | 1751  |
| 2    | Unibet.com                     | 1665  |
| 3    | Omnibike Dynamo Moscow         | 1509  |
| 4    | Rabobank Continental Team      | 1409  |
| 5    | Chocolade Jacques-Topsport Vl. | 1475  |
| 6    | Ceramiche Panaria-Navigare     | 1416  |
| 7    | Perutnina Ptuj                 | 1242  |
| 8    | Barloworld                     | 1225  |
| 9    | Wiesenhof-Akud                 | 1177  |
| 10   | Comunidad Valenciana           | 1130  |

| Pos. | Nazione     | Punti   |
| ---- | ----------- | ------- |
| 1    | Italia      | 3264    |
| 2    | Germania    | 2485    |
| 3    | Belgio      | 2373    |
| 4    | Spagna      | 2368    |
| 5    | Russia      | 2277,32 |
| 6    | Paesi Bassi | 2172    |
| 7    | Polonia     | 1793,32 |
| 8    | Slovenia    | 1552    |
| 9    | Francia     | 1449    |
| 10   | Ucraina     | 1292    |